# Дарсель, Альфред
Альфред Дарсель (фр. Alfred Darcel, 4 июня 1818, Руан — 26 мая 1893, Париж) — французский историк искусства, коллекционер, музейный хранитель и художественный критик.
После начального классического образования в лицее Пьера Корнеля (Le lycée Pierre-Corneille) в Руане Альфред Дарсель поступил в Центральную школу искусств и мануфактур (École centrale des arts et manufactures) в Париже, которую окончил в 1841 году с квалификацией инженера. После руководства фабрикой по производству химических продуктов в Руане, Дарсель покинул её в 1849 году и вошёл в состав администрации «Изящных искусств» (l’administration des Beaux-Arts).
Дарсель писал историко-критические статьи для альманахов «Journal de Rouen» и «L’Illustration», начинал свои археологические исследования в 1853 году с серии исследований истории Меровингов, Каролингов и средневекового искусства в «Археологических Анналах». В 1871 году министр просвещения, культуры и изящных искусств Жюль Симон призвал Дарселя возглавить Национальную мануфактуру Гобеленов. Он провёл там необходимые реформы и стал приобретать эрудицию в области искусства и художественных ремёсел средневековой Франции. Он публиковал статьи на эту тему в «Revue des Arts décoratifs» и обобщил свои изыскания в монографии «История ткачества» (Histoire de la Tapisserie; в 2-х т.).
После кончины в 1842 году Александра дю Соммерара парижский Музей Терм и Отеля Клюни долгое время оставался без достойного руководителя. В 1885 году его директором стал Альфред Дарсель. Он провёл реструктуризацию коллекций, осуществил новые приобретения, такие как уникальные расписные эмали Леонара Лимозена, бронзовая скульптура Жанны д’Арк из коллекции Одио, еврейская коллекция И. Штрауса и многое другое.
А. Дарсель публиковал заметки по истории фаянса, художественных эмалей и предметов французского ювелирного искусства, находящихся в собрании Лувра («Notice des faïences Italiennes», «Notice des faïences Italiennes», «Notice des faïences Italiennes», «Enamels and Goldsmiths»; 1864—1869). В сотрудничестве с Эдуаром Гишаром он написал важную работу по истории гобеленов, заметки о Национальной мануфактуре гобеленов и о коврах Мануфактуры Савоннери (1884). Дарсель составил полную опись гобеленов для «Общей инвентаризации художественного богатства Франции» (l’Inventaire général des Richesses d’art de la France), Каталог ретроспективной выставки французского искусства в Трокадеро в 1889 году (разделы Средневековья и эпохи Возрождения, в сотрудничестве с Эмилем Молинье) и, наконец, он является автором многочисленных критических статей в «Gazette des Beaux-Arts» и трёх томов заметок о путешествиях по Италии, Мальте и Испании.
Альфред Дарсель был другом и консультантом русского коллекционера А. П. Базилевского, он составил каталог его коллекции с описанием 561 предмета. Публикация каталога в 1874 году принесла собранию Базилевского европейскую известность.
Во время Франко-прусской войны 1870—1871 годов, несмотря на возраст, Дарсель без колебаний записался добровольцем в армию. Заслуги Дарселя в становлении французской школы археологии Средневековья и эпохи Возрождения трудно переоценить. В 1854 году Дарсель получил орден Почётного легиона. Он также был инспектором Комиссии по историческим памятникам. В 1873 году Дарсель стал Офицером Академии, в 1875 году — рыцарем ордена Железной короны. Он также был инспектором Комиссии по историческим памятникам.
Дарсель скончался в Париже от лёгочной недостаточности, похоронен в родном городе Руане.